# Lidt berømt, meget berygtet
Lidt berømt, meget berygtet er en roman fra 2006, skrevet af Jesper Wung-Sung.
Romanen handler om Martin Jensen, som er 3. generationsskolelærer, nemlig på den skole hvor han selv gik, og hvor hans forældre underviste. En dag springer en tidligere elev af toget på Belstrup Station. Det bliver til et showdown for Martin selv. Over tredive år på begge sider af katedret. Bogen beskriver en række oplevelser fra skolelivet, familielivet og en mindre provinsbys liv. Om de stærke og de svage, om uskylden og skylden, om de berømte og de berygtede og om hadet og kærligheden.
| Bog | Spire Denne artikel om bøger og tidsskrifter er en spire som bør udbygges. Du er velkommen til at hjælpe Wikipedia ved at udvide den. |